# Jutfase Wetering
De Jutphase Wetering is een middeleeuws afwateringskanaal langs de Nedereindseweg in de gemeente Utrecht. Deze uit de 12e eeuw daterende wetering diende als ontginningsbasis voor de polders aan beide zijden. Het overtollige water uit de polders werd via deze wetering geloosd op de Vaartsche Rijn.
De buurtschap Nedereindseweg heette vroeger Het Nedereind van Jutphaas. Het begin lag aan de Vaartsche Rijn te Jutphaas, nu Nieuwegein Noord. De weg en de wetering liepen vanaf dit punt naar het westen en eindigden beide na ongeveer 4,5 km. De circa 1,5 km lange uitweg naar de Meerndijk, die aan het doodlopen van de Nedereindseweg een einde maakte, is van latere datum.
Centrum: Drift · Kromme Nieuwegracht · Nieuwegracht · Oudegracht · Plompetorengracht · Stadsbuitengracht

Overig: Achtkantemolenvliet · Alendorperwetering · Amsterdam-Rijnkanaal · Biltsche Grift · Blekersgracht · Bijleveld · Haarrijn · Heicop · Heren- of Moesgracht · Jutfase Wetering . Keulse Vaart · Koekoeksvaart · Kromme Rijn · Kruisvaart/Bloemgracht · Lange Vliet · Leidse Rijn · Liesveldse Wetering · Maria- of Kruisvaartdwarsgracht · Merwedekanaal · Middelwetering (Heicop) · Middelwetering (Vleuterweide) . Minstroom · Noorderstroom · Oosterstroom · Otterstroom · Oude Rijn · Oude Wetering . Reijerscopse Wetering . Rijn . Uraniumkanaal · Vaartsche Rijn · Vecht · Vikingrijn · Vleutense Wetering · Westerstroom · IJlandsche Wetering · IJsselwetering . Zwarte Water